# Église Notre-Dame de Sarran
Pour les articles homonymes, voir Sarran.
L'église de Sarran est un lieu de culte catholique situé sur la commune de Parleboscq, dans le département français des Landes. Elle fait l’objet d’une inscription au titre des monuments historiques depuis le 5 juin 1973. Elle est l'une des sept églises de la commune.

## Présentation
La construction débute aux XIIe et XIIIe siècles. Situé en contrebas de la commune, l'édifice actuel date du XIVe siècle. Il est doté d'une tour hexagonale au toit pointu. L'église est fermée depuis 1999 sur décision de l'architecte des Monuments historiques à cause de profondes fissures apparues dans les voûtes nécessitant des travaux de sauvegarde.